# Styr Þorgrímsson
Styr Þorgrímsson (941-1007), también Víga-Styr (apodado el Asesino) fue un vikingo y bóndi de Hraun en Islandia. Era hijo de Þorgrímur Kjallaksson. Es uno de los personajes de la saga Eyrbyggja, y a la vista de su presencia de otras sagas contemporáneas como la saga Þorskfirðinga, saga de Grettir, saga de Laxdœla, saga Fóstbrœðra, y Víga-styrs saga ok Heiðarvíga, su influencia en la Mancomunidad Islandesa fue notable. Según la saga Eyrbyggja, fue asesinado por Gestur Þórhallsson en noviembre de 1007 y su yerno Snorri Goði llevó el casó al Althing, pero el asunto fue desestimado por tecnicismos, así que Snorri se tomó la justicia por su mano para acabar con los enemigos de su suegro.

## Herencia
Se casó con Þorbjörg Þorsteinsdóttir (n. 945) y de esa relación tuvieron tres hijos: 
- Ásdís (n. 965), que fue la primera esposa de Snorri Goði.
- Hallur Styrsson.
- Þorsteinn Styrsson.